# Leśny Dwór (Sukowice)
Leśny Dwór – część wsi Sukowice w Polsce, położona  w województwie opolskim, w powiecie kędzierzyńsko-kozielskim, w gminie Cisek. 
W latach 1975–1998 Leśny Dwór należał administracyjnie do ówczesnego województwa opolskiego.
Zlokalizowany był tu folwark, po którym pozostały ruiny. Znajduje się tu jeden dom mieszkalny, reszta terenu to pola, dawniej były tu łąki należące do pobliskiego PGR-u.